# Richard Lester (remer)
Richard Lester   (Wallingford, 24 de març de 1949) és un remer anglès, ja retirat, que va competir durant la dècada de 1970.
El 1976 va prendre part en els Jocs Olímpics d'Estiu de Montreal, on guanyà la medalla de plata en la prova del vuit amb timoner del programa de rem.